# ホーム・フォー・ザ・ホリデイ
ホーム・フォー・ザ・ホリデイ（原題:Home for the holidays）は1995年のアメリカ合衆国の映画。日本公開は1996年11月23日。
なお、ビデオ発売時には ホーム・フォー・ザ・ホリデイ～家に帰ろう～と副題も付けられた。

## 概説
今や女優であり、監督としても一定の評価得るジョディ・フォスターの監督業進出の第２作目であり、前作の『リトルマン・テイト』とは違い、監督業に徹した映画である。原作はクリス・ラダントの家族にまつわる同名短編小説集（邦訳・徳間文庫）を元に、久々に故郷の実家に戻った家族の１日を時にコミカルかつシニカルに描いたちょっと辛口のホームコメディ。家族のあり方をちょっとしたドタバタの中にちょっとシビアかつシニカルな目線とユーモアを絡めつつも仄かに温かみも残る家族映画に仕上げている。

## あらすじ
美術館の古美術修復技師クローディアは、政府の予算カットの憂き目に遭いリストラされてしまう。感謝祭を期に実家へ帰ろうとするシングルマザーのクローディアの心配をよそに、娘は彼氏とイチャつく気満々で、ゲイの弟は変わり者、主婦業の妹とはそりが合わず、叔母はボケが進行しつつあるなど、それぞれに問題を抱えた家族がてんやわんやな休暇を過ごすことになる。

## スタッフ
- 監督・製作：ジョディ・フォスター
- 製作：ペギー・ライスキー
- 製作総指揮：スチュアート・クレインマン
- 原作：クリス・ラダント
- 脚本：Ｗ・Ｄ・リクター
- 撮影：ラホス・コルタイ
- 音楽：マーク・アイシャム
- 美術：アンドリュー・マッカルパイン
- 衣装デザイン：スーザン・ライヤル

## キャスト
※ 括弧内は日本語吹替
- クローディア - ホリー・ハンター（戸田恵子）
- トミー - ロバート・ダウニー・Jr.（井上倫宏）
- アデル - アン・バンクロフト（今井和子）
- ヘンリー - チャールズ・ダーニング（村松康雄）
- レオ - ディラン・マクダーモット（山路和弘）
- グラディ - ジェラルディン・チャップリン（泉晶子）